# Jack Grealish
Jack Grealish (født 10. september 1995 i Solihull, England) er en engelsk fodboldspiller der i øjeblikket spiller for Everton F.C., hvor han er på leje fra Manchester City.